# Sierpień 2022

## 31 sierpnia
- 14 osób zginęło, a kilka innych zostało porwanych, gdy bojownicy Sojuszu Sił Demokratycznych zaatakowali wioskę w prowincji Ituri w Demokratycznej Republice Konga. Zginęło również pięciu napastników[1].
- 10 osób zginęło, a kilka zostało rannych w wyniku wypadku ciężarówki w pobliżu szkoły w Bekasi na Jawie Zachodniej w Indonezji[2].

## 30 sierpnia
- Bojownicy Sojuszu Sił Demokratycznych zabili co najmniej 40 osób w serii ataków na kilka wiosek w Kiwu Północnym w Demokratycznej Republice Konga. Co najmniej 76 ludzi zostało porwanych[3].
- Liczba ofiar śmiertelnych w starciach w Bagdadzie między zwolennikami irackiego szyickiego duchownego Muktady as-Sadra a siłami bezpieczeństwa wzrosła do 23; wszyscy zabici byli zwolennikami Sadra. 380 osób zostało rannych[4].
- 16 osób zginęło, a osiem zostało rannych w kolizji ciężarówki z minibusem w prowincji Chuzestan w Iranie[5].
- W wieku 91 lat zmarł Michaił Gorbaczow, ostatni przywódca ZSRR, inicjator pieriestrojki, laureat Pokojowej Nagrody Nobla[6].

## 29 sierpnia
- Zwolennicy irackiego duchownego szyickiego Muktady as-Sadra szturmowali Pałac Republikański w Bagdadzie. Armia iracka ogłosiła godzinę policyjną w stolicy od godziny 15:30, a następnie rząd iracki ogłosił godzinę policyjną w całym kraju od godzinie 19:00. Co najmniej 12 osób zginęło, a 270 zostało rannych w starciach między protestującymi a wspieranymi przez Iran Siłami Mobilizacji Ludowej w Zielonej Strefie[7][8][9].
- 18 osób zginęło, a 34 zostało rannych, gdy policja otworzyła ogień do grupy ludzi w Ikongo na Madagaskarze, protestujących przeciwko porwaniu dziecka z albinizmem[10].
- Inwazja Rosji na Ukrainę (2022):

- Ukraina stwierdziła, że rozpoczęła ofensywę lądową w obwodzie chersońskim.
- Rosjanie stwierdzili, że ukraińskie wojsko wystrzeliło na miasto Nowa Kachowka salwę pocisków, pozbawiając miasto wody i prądu.

- Według gubernatora Witalija Kima dwie osoby zginęły, a pięć zostało rannych po ostrzale Mikołajowa przez siły rosyjskie[13].

## 28 sierpnia
- Koncert zorganizowany przez Orkiestrę Filharmonii Bogockiej z udziałem 16 tys. muzyków i chórów w parku Simóna Bolívara w Bogocie w Kolumbii, upamiętniający postęp procesu pokojowego w tym kraju, ustanowił światowy rekord w zakresie największego koncertu, jaki kiedykolwiek zagrano[14].

## 27 sierpnia
- W Trypolisie w Libii wybuchły walki między milicjami. Co najmniej 23 osoby zginęły, a ponad 140 zostało rannych[15].
- Premier Kosowa Albin Kurti i prezydent Serbii Aleksandar Vučić zgodzili się na porozumienie ws. swobody przemieszczania się między tymi dwoma krajami[16].
- Wieku 82 lat zmarł Tadeusz Ferenc, polski ekonomista, polityk i samorządowiec, poseł na Sejm IV kadencji, wieloletni prezydent Rzeszowa[17].

## 26 sierpnia
- Inwazja Rosji na Ukrainę (2022):

- Ukraińska państwowa firma jądrowa Energoatom poinformowała, że okupowana przez Rosję Zaporoska Elektrownia Jądrowa wznowiła dostarczanie energii elektrycznej do ukraińskiej sieci energetycznej po tym, jak dzień wcześniej została od niej odłączona po raz pierwszy w historii.
- Zastępca szefa policji drogowej zginął w zamachu bombowym w zajętym przez Rosję Berdiańsku w obwodzie zaporoskim. Władze rosyjskie oskarżyły siły ukraińskie o atak.

- Rosyjscy żołnierze sił pokojowych wycofali się z miasta Laçın oraz wiosek Zabuch i Sus, oddając w ten sposób korytarz Laçın do Azerbejdżanu[21].
- W wieku 111 lat zmarła Wanda Szajowska, polska pianistka i superstulatka, po śmierci Tekli Juniewicz była najstarszą osobą w Polsce[22].
- Rozpoczęły się mistrzostwa świata w piłce siatkowej mężczyzn, odbywające się w Polsce i Słowenii[23].

## 25 sierpnia
- Inwazja Rosji na Ukrainę (2022):

- Ukraina stwierdziła, że Zaporoska Elektrownia Jądrowa została całkowicie odłączona od sieci energetycznej po tym, jak ostrzał w pobliżu okupowanej przez Rosję elektrowni spowodował kilka pożarów. Według lokalnego urzędnika systemy bezpieczeństwa w zakładzie zostały uruchomione wkrótce po awarii zasilania.

## 24 sierpnia
- Inwazja Rosji na Ukrainę (2022):

- Co najmniej 25 osób zginęło, a 31 zostało rannych w wyniku rosyjskiego ataku rakietowego na stację w Czapłynem w obwodzie dniepropetrowskim.
- Mianowany przez Rosjan szef Michajłówki w obwodzie zaporoskim Iwan Suszko zginął w zamachu bombowym.

- Osiem osób zginęło w wyniku masowej strzelaniny w Tuzantla, Michoacán, Meksyk[28].
- Niemiecko–francuski producent transportu kolejowego Alstom zainaugurował w Dolnej Saksonii pierwszą na świecie flotę pociągów napędzanych paliwem wodorowym. 14 pociągów wodorowych zastąpi flotę lokomotyw spalinowych na 100 km torów w Niemczech[29].

## 23 sierpnia
- Inwazja Rosji na Ukrainę (2022):

- Według prorosyjskich urzędników siły ukraińskie ostrzelały siedzibę administracji Donieckiej Republiki Ludowej w Doniecku, zabijając trzy osoby.

## 21 sierpnia
- Co najmniej 50 osób zginęło w wyniku powodzi i osuwisk spowodowanych ulewnymi deszczami w północnych Indiach, w tym co najmniej 36 w stanie Himachal Pradesh[31].
- Oblężenie hotelu zajętego przez bojowników Asz-Szabab w Mogadiszu zakończyło się śmiercią wszystkich napastników. Oprócz nich zginęło 21 osób, a 117 zostało rannych[32].
- 16 osób zginęło, a trzy zostały ranne, gdy ciężarówka zderzyła się z minibusem w obwodzie uljanowskim w Rosji[33].
- Inwazja Rosji na Ukrainę (2022):

- Ołeksandr Nakoneczny, regionalny szef Służby Bezpieczeństwa Ukrainy w obwodzie kirowohradzkim, został odnaleziony zastrzelony w swoim mieszkaniu.

- Zakończyły się mistrzostwa Europy w lekkoatletyce, rozegrane w Monachium[35].

## 20 sierpnia
- 16 osób zginęło, a 21 zostało rannych, gdy autobus wjechał w miejsce wcześniejszego wypadku drogowego w Gaziantep w Turcji[36].
- Inwazja Rosji na Ukrainę (2022):

- Według gubernatora regionu Witalija Kima dziewięciu cywilów, w tym czworo dzieci, zostało rannych w wyniku rosyjskiego ostrzału budynku mieszkalnego w Wozniesieńsku w obwodzie mikołajowskim.

## 19 sierpnia
- 14 osób zginęło, a co najmniej 30 zostało rannych w ataku rakietowym na targ w Al-Bab w muhafazie Aleppo w Syrii[38].
- W wieku 116 lat zmarła Tekla Juniewicz, superstulatka, druga najstarsza osoba na świecie i od 20 lipca 2017 najstarsza żyjąca Polka[39]. Wraz ze śmiercią Tekli Junkiewicz, najstarszą żyjącą Polką została pianistka Wanda Szajowska urodzona w 1911 roku[40][41][42].

## 18 sierpnia
- 16 osób zginęło, a 36 uznano za zaginione w wyniku ulewnych deszczów, które spowodowały powódź w Datong w Qinghai w Chinach[43].
- Liczba ofiar śmiertelnych pożarów w Algierii wzrosła do 38 osób, a 200 innych zostało rannych (oparzenia) i miało problemy z oddychaniem. Według urzędników strażacy wciąż próbowali powstrzymać 39 pożarów lasów na północy kraju[44].

## 17 sierpnia
- W wyniku zbombardowania meczetu w Kabulu zginęło 21 osób, a 33 zostały ranne[45].
- Inwazja Rosji na Ukrainę (2022):

- Według mera miasta i głównego administratora wojskowego Ihora Terechowa rosyjska rakieta trafiła w dormitorium w Charkowie, zabijając siedmiu cywilów i raniąc 16 innych.
- Rosja przeprowadziła ataki rakietowe na Odessę i Mikołajów w odpowiedzi na niszczenie obiektów wojskowych na Krymie.

- Na farmie w południowej Hiszpanii archeolodzy odkryli jeden z największych kompleksów megalitycznych w Europie. W jego skład wchodzi ponad 500 głazów, mających ok. 7000 lat[49].

## 16 sierpnia
- Co najmniej 20 osób zginęło, a sześć zostało rannych, gdy autobus pasażerski zderzył się z cysterną w Dźalalpur Pirwala w Pendżabie w Pakistanie[50].
- Tureckie naloty na bazę wojskową w muhafazie Aleppo zabiły co najmniej 16 syryjskich żołnierzy[51].
- Urzędnik sudański poinformował, że od początku powodzi w czerwcu tegoż roku zginęło 66 osób, a 24 tys. domów i budynków zostało uszkodzonych[52].

## 14 sierpnia
- 41 osób zginęło, a 45 zostało rannych w pożarze koptyjskiego kościoła św. Merkurego w Gizie w Egipcie[53].
- Sześć osób zginęło, 60 zostało rannych, a 18 uznano za zaginione w wyniku eksplozji w magazynie fajerwerków w centrum handlowym w Erywaniu w Armenii[54].

## 13 sierpnia
- Inwazja Rosji na Ukrainę (2022):

- Rosja stwierdziła, że zdobyła wieś Pisky w obwodzie donieckim, z kolei siły ukraińskie podały, że zniszczyły most w okupowanym obwodzie chersońskim.

- Tropikalna burza Meari dotarła do środkowej Japonii, powodując ulewne deszcze i silny wiatr. 72 tys. osób zostało ewakuowanych z miasta Shizuoka[56].

## 12 sierpnia
- Wojny narkotykowe w Meksyku: 11 osób zginęło, a pięć zostało rannych podczas zamieszek w więzieniu i strzelanin w sklepie spożywczym i pizzerii w Ciudad Juárez w stanie Chihuahua. Dwa inne lokale zostały podpalone[57][58].
- Dziewięć osób zginęło, a 18 zostało rannych po przewróceniu się mikrobusa w Al-Minja w Egipcie[59].

## 11 sierpnia
- Pięć osób zginęło, a 100 innych zostało rannych podczas starć sił bezpieczeństwa z protestującymi, domagającymi się przeprowadzenia w listopadzie wyborów prezydenckich w Somalilandzie[60].
- Inwazja Rosji na Ukrainę (2022):

- Co najmniej dziesięć pocisków trafiło w Zaporoską Elektrownię Jądrową, a Rosja i Ukraina obwiniały się wzajemnie o atak, który uszkodził budynek biurowy i remizę straży pożarnej elektrowni.

## 10 sierpnia
- Inwazja Rosji na Ukrainę (2022):

- Siły rosyjskie instalowały systemy obrony przeciwlotniczej w Zaporoskiej Elektrowni Jądrowej w obwodzie zaporoskim.
- Rosyjski atak rakietowy w rejonie nikopolskim w obwodzie dniepropietrowskim zabił co najmniej 13 cywilów i ranił 11 kolejnych.

## 9 sierpnia
- Dziewięć osób zginęło w wyniku powodzi spowodowanych rekordowymi opadami deszczu w Seulu w Korei Południowej[64].
- Inwazja Rosji na Ukrainę (2022):

- W rosyjskiej wojskowej bazie lotniczej w pobliżu Nowofiedorówki na zachodnim Krymie odnotowano kilkanaście eksplozji. Według władz Krymu, co najmniej jedna osoba zginęła, a sześć zostało rannych.

- Roskosmos wystrzelił satelitę obserwacyjnego o nazwie Khayyam Irańskiej Agencji Kosmicznej z kosmodromu Bajkonur w Kazachstanie[67].
- Korzystając z teleskopu Atacama Large Millimeter Array w Chile, radioastronomowie odkryli nowo narodzoną egzoplanetę wielkości Jowisza krążącą wokół gwiazdy AS 209[68].
- W wieku 84 lat zmarł na nowotwór wątroby Issey Miyake, japoński projektant mody[69].

## 8 sierpnia
- Rząd Czadu i ponad 30 frakcji rebeliantów i opozycji podpisuje porozumienie pokojowe podczas rozmów w Doha w Katarze. Jednak główna grupa rebeliantów Front dla Zmiany i Zgody w Czadzie odrzuciła porozumienie, twierdząc, że negocjatorzy nie wysłuchali ich żądań, w tym uwolnienia więźniów politycznych[70].

## 7 sierpnia
- 20 osób zginęło, gdy islamiści zaatakowali dwie wioski w Ituri w Demokratycznej Republice Konga[71].
- 17 żołnierzy i czterech cywilów zginęło podczas ataku Państwa Islamskiego na Wielkiej Saharze w pobliżu miasta Tessit w Mali. Zginęło również siedmiu napastników[72].

## 6 sierpnia
- Izrael przeprowadził naloty na Strefę Gazy, zabijając 14 osób i raniąc kilka innych. Na Zachodnim Brzegu aresztowano 19 członków Palestyńskiego Islamskiego Dżihadu[73].
- 12 osób zginęło, a 32 zostały ranne w wyniku wypadku polskiego autokaru. Autobus przewożący pielgrzymów z Polski do Medziugorie w Bośni i Hercegowinie rozbił się we wsi Podvorec w Chorwacji[74].

## 5 sierpnia
- W pożarze klubu nocnego w dystrykcie Sattahip w prowincji Chonburi w Tajlandii zginęło 14 osób, a ponad 40 zostało rannych[75].
- 10 osób, w tym troje dzieci, zginęło w pożarze domu w Nescopeck w Pensylwanii w Stanach Zjednoczonych[76].
- Osiem osób zginęło, a 18 zostało rannych, gdy bomba ukryta w wózku eksplodowała w pobliżu szyickiego meczetu w Kabulu. Państwo Islamskie przyznało się do ataku[77].
- Liczba ofiar śmiertelnych powodzi w Pakistanie wzrosła do 549 osób[78].
- Inwazja Rosji na Ukrainę (2022):

- Według Energoatomu Rosja ostrzelała Zaporoską Elektrownię Jądrową, uszkadzając blok azotowo-tlenowy i linię wysokiego napięcia.

- Ethan Hayter (Ineos Grenadiers) został zwycięzcą 79. edycji wyścigu kolarskiego Tour de Pologne[80].

## 4 sierpnia
- 13 osób zginęło, w tym dziewięciu cywilów w wyniku ataku bojowników w prowincji Bam w Burkina Faso; zginęło również 34 bojowników[81].
- 12 osób zginęło w zderzeniu ciężarówki z autobusem podmiejskim w Regionie Centralnym w Ghanie[82].
- Inwazja Rosji na Ukrainę (2022):

- Według gubernatora Pawła Kyrylenko rosyjski nalot zabił ośmiu cywilów i ranił czterech innych, w tym troje dzieci, na przystanku autobusowym w Toreśku.

- Amnesty International opublikował raport, w którym stwierdzono, że siły ukraińskie zagrażały cywilom poprzez zakładanie baz i operowanie systemami uzbrojenia w dzielnicach mieszkalnych, szkołach, szpitalach, łamiąc międzynarodowe prawo humanitarne w wyniku zmieniania obiektów cywilnych w cele wojskowe[84].

## 3 sierpnia
- 17 osób zginęło, a trzy zostały ranne w zderzeniu minibusa z ciężarówką w Juhaynah w muhafazie Sauhadż w Egipcie[85].

## 2 sierpnia
- 53 osoby zostały ranne w wyniku wycieku gazu w Visakhapatnam w stanie Andhra Pradesh w Indiach[86].

## 1 sierpnia
- 24 osoby zginęły w wyniku powodzi we wschodniej Ugandzie[87].
- Dziewięć osób zginęło, a 76 zostało rannych w wyniku wybuchu tankowca w Bent Bayya w dystrykcie Wadi al-Hajat w Libii[88].
- Liczba ofiar śmiertelnych z powodu gwałtownych powodzi w Kentucky i Wirginii w Stanach Zjednoczonych wzrosła do 35 osób; 37 uznano za zaginione[89].
- Amerykański dron zabił w Kabulu Ajmana az-Zawahiriego, przywódcę Al-Kaidy od śmierci Osamy bin Ladena w 2011 roku. Nalot był również pierwszą akcją wojskową USA w Afganistanie po przejęciu władzy przez talibów w 2021 roku[90][91].